# Moore Haven
La ville de Moore Haven  est le siège du comté de Glades, dans l'État de Floride, aux États-Unis. Sa population, qui s’élevait à 1 680 habitants lors du recensement de 2010, est estimée à 1 807 habitants en 2019.

## Histoire
La ville porte le nom de son fondateur, James A. Moore.

## Géographie
La municipalité s'étend sur 1,15 mille carré (2,98 km2), dont 1,08 mille carré (2,8 km2) de terres.

## Démographie
| Groupe            | Moore Haven | Floride | États-Unis |
| ----------------- | ----------- | ------- | ---------- |
| Blancs            | 61,2        | 75,0    | 72,4       |
| Afro-Américains   | 24,8        | 16,0    | 12,6       |
| Autres            | 11,4        | 4,0     | 8,3        |
| Métis             | 2,1         | 2,5     | 2,9        |
| Asiatiques        | 0,4         | 2,4     | 4,8        |
| Total             | 100         | 100     | 100        |
|                   |             |         |            |
| Latino-Américains | 35,6        | 22,5    | 17,37      |

Selon l'American Community Survey, pour la période 2011-2015, 67,85 % de la population âgée de plus de 5 ans déclare parler l'anglais à la maison, 31,09 % déclare parler l'espagnol, 0,87 % le portugais et 0,19 % une autre langue.

## Galerie photographique

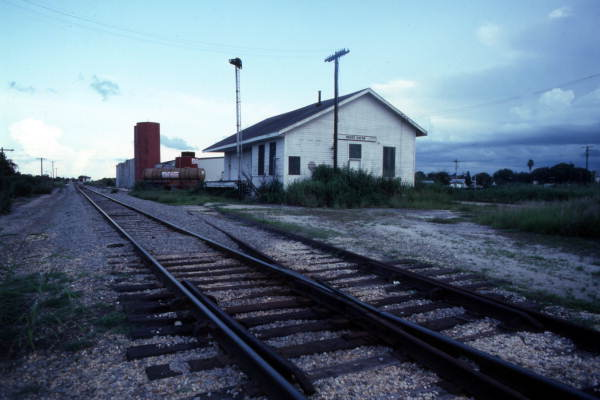
Le dépôt de la gare de Moore Haven